# Без/смъртен
„Без/смъртен“ (на английски: Self/less) е американски филм от 2015 година, научнофантастичен трилър на режисьора Тарсем Сингх по сценарий на Давид Пастор и Алекс Пастор.
В центъра на сюжета е свръхбогат умиращ човек, който прехвърля съзнанието си в младо тяло, но се сблъсква с неговата история. Главните роли се изпълняват от Райън Рейнолдс, Натали Мартинес, Матю Гуд.